# Аустрофашизам
Аустрофашизам је била ауторитарна владавина уведена у Аустрији Мајским уставом из 1934, која је престала да важи припајањем новоосноване Савезне државе Аустрије нацистичкој Немачкој 1938. године. Била је заснована на владајућој странци Фронту за отаџбину и паравојној милицији Хајмвер. Вође су били Енгелберт Долфус и, после Долфусовог убиства, Курт фон Шушниг, који су претходно били политичари Хришћанске социјалне партије, која је брзо интегрисана у нови покрет.
Аустрофашизам, који је био националистички настројен, био је у супротности са аустријским националсоцијализмом, који је у основи био паннемачки.

## Порекло
Порекло аустрофашистичког покрета лежи у Корнеубуршкој заклетви, декларацији коју је објавила хришћанско-социјална паравојна организације Хајмвер 18. маја 1930. Декларација је осудила како „марксистичку класну борбу” тако и „либерално-капиталистичке економске структуре”, такође и експлицитно одбацила „западни демократско-парламентарни сyстем и вишепартијску државу”.
Декларација је била углавном усмерена на социјалдемократску опозицију, највише као одговор на Линз Програм из 1926, И није била донета само од организације Хајмвер већ и од многих хрићанско-социјалних политичара, постављајући тако Аустрију на пут ка ауторитативном систему.
Идеолошки, аустрофашизам је делимично заснован на фузији Италијанског фашизма и аустријског политичког католицизма, образложио је Ђовани Ђентиле.

## Промена у савезну државу
Избори у Бечу 1932. су довели до тога да ће коалиција хришћансе социјалне партије, Ландбунда, и Хајмвера изгубити већину у националном парламенту, лишавајући ДолФусову владу парламентарне базе. Да би спречили губитак власти, влада је тражила да замени аустријску демократију ауторитарним системом.

## Мајски устав
Првог маја, Долфусова влада је прогласила Мајски Устав (Maiverfassung), који је умањио израз Република и уместо тога као званични назив државе „Савезна Држава Аустрија”, иако Устав заправо умањује аутономију појединачних држава. Савезно веће је задржано, али само као значајно ограничена провера Савезне Владе.

## Елементи аустрофашизма

#### Правни процес
Након што је парламент разрешен, влада је такође разрешила Уставни суд (Verfassungsgerichtshof). Четири хришћанско-социјална члана поднелa су оставку, а влада је забранила именовање нових судија, ефикасно затварајући суд.
У септембру 1923. године влада је основала концентрационе логоре за чланове политичке опозиције. Социјалдемократе, социјалисти, комунисти и анархисти су сматрани као дисиденти, осуђени на интернирање (логор). После Јулског пуча 1934. године, национални социјалисти (нацисти) су редовно инернирани (смештани у логоре). Дана 11. новембра 1933. влада је поново увела смртну казну за злочине као што су убиство, подметање пожара и јавно насиље које се односи на злонамерно наношење штете другим особама. У фебруару 1934. године побуна је додата на листу кривичних дела. Судијама је наложено да ће, ако не спроведу смртну казну у року од три дана, бити избачени са случаја и изведени пред судску пороту.

### Образовање
До 1933. низ закона је било усвојено, како би се образовни систем у Аустрији ускладио са аустрофашизмом. Католичка црква под новом владом у стању је да изврши значајан утицај на образовну политику, која је претходно била секуларизирана. Да би положио матурау (тест потребан за матуру, дипломирање), студент је морао да похађа часове верске наставе. Образовне могућности за жене биле су знатно ограничене под новим режимом.

### Економска политика
До 1930. спољна трговина у Аустрију и из Аустрије удаљила се од слободног тржишног система и постала је продужетак аутократске власти. Главна или највећа промена је била затварање аустријског тржишта за спољну трговину због Њујоркшке берзанске кризе 1929. године.
Незапосленост је порасла драстично — за више од 25% између 1932. и 1933. године. Као одговор, влада је уклонила накнаде из државног буџета за незапослене.

### Култура
Званична културна политика аустрофашистичке владе је била афирмација барока и других „предреволуционарних” стиловима. Влада је охрабрила културно размишљање које подсећа на времена пре Француске револуције. Ово је подсетило на слике из „опасности са истока” – инвазија Турака Османлија на Европу, која је тада оличена у Совјетском Савезу. На овај начин, влада је упозоравала народ против „културног бољшевизма”, силе за коју се тврдило да представља велику опасност за Аустрију.

### Фронт за отаџбину
Фронт за отаџбину (немачки: Vaterländische Front, VF) је била владајућа политичка организација аустрофашизма. Тврдили су да је то био непристрасан покрет и да има за циљ да уједини све људе Аустрије, превазилазећи политичке и друштвене поделе.

### Идеологија и идеали
Идеологија „Заједница Народа" (Volksgemeinschaft) је била другачија од идеологије националних социјалиста. Биле су слични по томе што су обе служиле идеји да нападну идеју класних сукоба, оптужујући левичарство за уништавање индивидуалности.

### Минимални антисемитизам
Не постоји званична политика за борбу против антисемитизма између 1933. и 1938. Јавно насиље над Јеврејима је било ретко.

## Крај режима
Режим је трајао све док је имао наклоност фашистичке Италије под Мусолинијем и био је заштићен од циљева експанзионистичке нацистичке Немачке. Међутим, када је Мусолини настојао да оконча међународну изолацију Италије тако што је формирао савез са Хитлером 1938, Аустрија је остала сама да се суочи са повећањем немачког притиска.

## Spoljasnje veze
- (језик: немачки) no-racism.net // Austrofaschismus Архивирано на веб-сајту  (8. јул 2017)
- (језик: немачки) Der austrofaschistische Staatsstreich 1934 Архивирано на веб-сајту  (27. новембар 2005)